# Ганнибал, Анна Семёновна
А́нна Семёновна Ганниба́л (Пу́шкина-Ганнибал) (1849—1925) — педагог, публицист, историк, литературный критик и переводчица. Публиковалась в журналах «Вестник Европы», «Военный вестник», «Новый журнал литературы, искусства и науки», газете «Новое время», ею написана глава «Ганнибалы. Новые данные для их биографии» в издании «Пушкин и его современники». Значительная часть литературного наследия А. С. Ганнибал утрачена или неизвестна.

## Биографические сведения
Родилась 26 августа 1849 года.
Отец — Семён Исаакович Ганнибал (1791—1853), двоюродный брат Н. О. Ганнибал, матери А. С. Пушкина; таким образом, Анна Семёновна приходится А. С. Пушкину троюродной сестрой. Семён Исаакович — дворянин, губернский секретарь, участник похода русской армии против Наполеона в 1814 г. (подпоручик артиллерии). После войны вышел в отставку и работал в государственных учреждениях, а затем управляющим имениями в Тамбовской губернии, казначеем в Козлове (ныне Мичуринск) и Лебедяни, в последние годы жизни был управляющим имением графов Апраксиных в селе Добродеевка Новозыбковского уезда Черниговской губернии.
Анна Семёновна получила образование в Петербурге, а затем уехала в Одессу, где до выхода на пенсию (в 1905 году) преподавала географию и французский язык в Институте благородных девиц. Совершила путешествие по Западной Европе, в 1912 году посетила бывшее имение Ганнибалов мызу Суйда, сохранилось её описание этой усадьбы.
В 1922 году передала находившиеся у неё документы и фамильные реликвии в Пушкинский Дом. Среди переданных предметов были: портрет её отца, печать с гербом Ганнибалов, рукописи, переписка с Б. Л. Модзалевским, Д. Н. Анучиным и Верой Ниловной Лавровой — правнучкой Исаака Абрамовича Ганнибала.
После революции Анна Семёновна не получала даже пенсию, а лишь небольшие периодические выплаты от Одесской секции научных работников союза «Работпрос», и только в 1924 году (по указанию из Харькова, тогдашней столицы УССР) была взята на попечение местного собеса.
Умерла в Одессе 11 апреля 1925 года, похоронена за государственный счёт на Втором одесском кладбище. Могила Анны Семёновны Ганнибал не сохранилась — в 1963 году участок кладбища был отдан под вторичное захоронение. Одесскими краеведами впоследствии было разыскано лишь место погребения.
После смерти в её квартире были найдены предметы, имеющие историческое, литературное и мемориальное значение: канцелярские принадлежности, её переводы в виде рукописей и типографских оттисков, документы, редкие литературные издания. Они перешли к воспитаннице Анны Семёновны Е. И. Кршеш, дочери преподавателя Одесской гимназии № 2, а в 1962 году переданы в Одесский музей А. С. Пушкина.
В газетах 1925 года, публиковавших некрологи А. С. Ганнибал, встречается утверждение, что в её квартире были найдены неизвестные ранее рукописи Пушкина и его современников. Б. Л. Модзалевский тогда же заявил, что семейные материалы и рукописи, хранившиеся у Анны Семёновны, были ею ещё при жизни переданы в Пушкинский Дом, и газетные сообщения вряд ли соответствуют действительности.

## Литературное и научное наследие
Немногие публикации А. С. Ганнибал подписаны полным именем, известно, что часть работ она подписывала инициалами «А. Г.», а некоторые статьи были опубликованы вовсе без указания авторства.
- Ганнибал А. С. Княгиня Бельджойозо и её роль в освобождении Италии // Вестник Европы. — 1907. — Т. IV, № 7—8. — статья рассказывает о Кристине Тривульцио, княгине Бельджойозо (1808—1871), итальянской писательнице, покровительнице карбонариев.
- А. Г. Новый вклад в историю 1812 года // Военный вестник. — 1910. — № 3. — рецензия на исследования военного историка К. А. Военского, опубликованные в 1909 г. в «Сборнике Императорского Русского исторического общества».
- А. Г. В поместье прадеда Пушкина // Новое время. — 1912, 29 сентября. — № 13129 (Приложение). — описание бывшего имения Ганнибалов в Суйде.
- Ганнибал А. С. Ганнибалы. Новые данные для их биографии.[2] — приведены данные по архивным материалам об А. П. Ганнибале в послепетровское время, опубликованы найденные автором письма А. П. Ганнибала к А. В. Макарову. Статья публиковалась в 1913 г. также и отдельным оттиском.

Переводы:
- Бальзак О. Прощание. Рассказ / Перевод А. С. Ганнибал. — М.: Польза, 1914. Перевод переиздавался ещё три раза, в 1915, 1916 и 1918 годах.
- Т. де Бонвиль, «Грегуар» — рукопись перевода, найденная в одесской квартире А. С. Ганнибал.

Неподписанные публикации
Из некрологов известно, что авторству А. С. Ганнибал принадлежат исследования о президенте США Т. Рузвельте, опубликованные без подписи в петербургском «Новом журнале литературы, искусства и науки»:
- Теодор Рузвельт — Новый Президент Соединённых Штатов. — 1902, № 10;
- Теодор Рузвельт. — 1902, № 11;
- Семейная жизнь президента Рузвельта. — 1904, № 12.

Эпистолярное наследие
В рукописном отделе Российской государственной библиотеки хранятся письма А. С. Ганнибал к профессору антропологии Д. Н. Анучину, датированные апрелем, 20 мая и 6 ноября 1899 года. Анучин обратился к Анне Ганнибал, работая над вопросами о родословной А. С. Пушкина. В ответах Анна Семёновна предоставила имеющиеся у неё сведения о родословной, уточнила некоторые даты, прислала снимок с печати Ганнибалов, сообщила некоторые краеведческие данные. В ноябрьском письме выражена благодарность за книгу о Пушкине. В библиотеке имеется также письмо к двоюродной сестре Анны Семёновны — Марии Алексеевне Кисловщенко.
По состоянию на 1999 год оставались ещё не найденными работы А. С. Ганнибал о Дж. Гарибальди, графе ди Кавуре, литературная критика творчества Мопассана, Бальзака, Г. Д’Аннунцио, статьи о современных Анне Семёновне поэтах Франции, о венецианской школе живописи, скульптурах Эрмитажа, европейские путевые очерки, политическая корреспонденция из Италии, антимилитаристские статьи, направленные против Первой мировой войны.